# Харанаули, Бесик Силибистрович
Бесик Силибистрович Харанаули (груз. ბესიკ სილიბისტროს ძე ხარანაული) (род. 11 ноября 1939, Тианети, Грузинская ССР, СССР) ― грузинский писатель и поэт, номинирован на Нобелевскую премию по литературе в октябре 2010 года.

## Биография
Бесик Харанаули родился 11 ноября 1939 года в селе Тианети, Грузинская ССР. Его предки переехали из деревни Кучеча (Пшави) в общине Магароскари в долину Иори, где расположено село Тианети.
В 1962 году окончил филологический факультет Тбилисского государственного университета. Работал младшим редактором издательства «Литература и искусство» в 1963-1967 годах. Редактор издательства «Советская Грузия» - 1967-1972 годах. В 1972–1998 годах работал заведующим редакцией журнала «Мнатоби», затем заместитель редактора. В 1999 году назначен директором издательского дома «Накадули».

## Творчество
Его литературная карьера началась в 1954 году, когда в 1968 году был опубликован первый сборник стихов.
Его стихи переведены на французский, немецкий, русский, чешский, венгерский, болгарский, азербайджанский и другие языки, что свидетельствует о том, что у высокохудожественной поэзии этого автора есть поклонники и за рубежом.

## Семья
Женат, трое детей.

## Книги

### на грузинском
- «Хайбер Долл» - 1973.
- «Полдень» - 1991.
- «Агония» - 1991.
- «Стихи, стихи», Издательство «Советская Грузия», художник Леван Харанаули , Тбилиси. 1991 г. - ISBN 5-529-00574-8
- «Диктуйте, Анджелина!» - 1995 г.
- «Книга Амбы Бесарион», Издательство «Арете», Тбилиси. 2003 г. - ISBN 99940-745-0-4
- «Оба листа неба и земли» - 2005 г.
- «Эпиграфы для забытых снов», «Издательство Бакур Сулакаури», Тбилиси. 2005 г. - ISBN 99940-30-50-7
- «100 стихотворений в серии: Грузинская поэзия», Издательство «Интеллект», Тбилиси. 2007 г. - ISBN 978-99940-931-5-1
- «Рыцарь на шестидесяти конях», Издательство Сезанна, Тбилиси. 2010 г. - ISBN 978-9941-0-2189-3
- «Стихи, стихи», 1954-2005, Издательство «Интеллект», Тбилиси. 2012 г. - ISBN 978-9941-440-09-0
- «Главный игрок»

### На французском
- На французском языке были опубликованы Мари прерингис и Омар Турманаули в переводе романа Харанаули "Книга Аббы бесариониса" - в Le sieste d'Amba besarion (брошка) де Бесик Харанаули (Автор), Мари Фрерингу (Перевод), для Омара Турманаули ( Перевод) - ISBN 2915018448

### Взгляд на жизнь
- «Цель, принцип и кредо моей жизни - если бы я мог хоть в какой-то степени, милосердие. Это то, что мне нравится в людях и в мире», ― Бесик Харанаули.

### Награды
- Премия Руставели
- Премия Ильи Чавчавадзе
- 1993 - Государственная премия
- 2004 - Литературная премия Сабы за лучший сборник стихов «Книга Амбы Бесарион».
- 2012 - Литературная премия «Гала» за книгу «Стихи, Стихи», 1954-2005 гг.